# 赫迪·阿纳比
赫迪·阿纳比 （阿拉伯语：‎，1944年9月4日—2010年1月12日），是一名突尼斯外交官、聯合國秘書長的特别代表和聯合國海地穩定特派團領導人。 他也曾在1997年至2007年期間擔任聯合國维持和平行動部的助理秘書長。
在2010年海地地震中，由於特派團的辦公總部克里斯托弗酒店倒塌，赫迪·阿纳比不幸遇難。